# Upolu
Upolu es una isla de Samoa. Está formada por un volcán que emerge del mar sin constancia histórica de erupciones. A principios del siglo XIX fue también conocida como Ojalava. Tiene 1.125 km² y es la más poblada de todas las islas samoanas. El aeropuerto internacional de Faleolo se encuentra al oeste de la isla mientras que la capital del país, Apia, se encuentra al norte.
El nombre Upolu viene de un personaje presente en la mitología polinésica, especialmente en la mitología samoana. Según este mito, la primera mujer en pisar la isla tuvo ese mismo nombre.